# Белые в Намибии

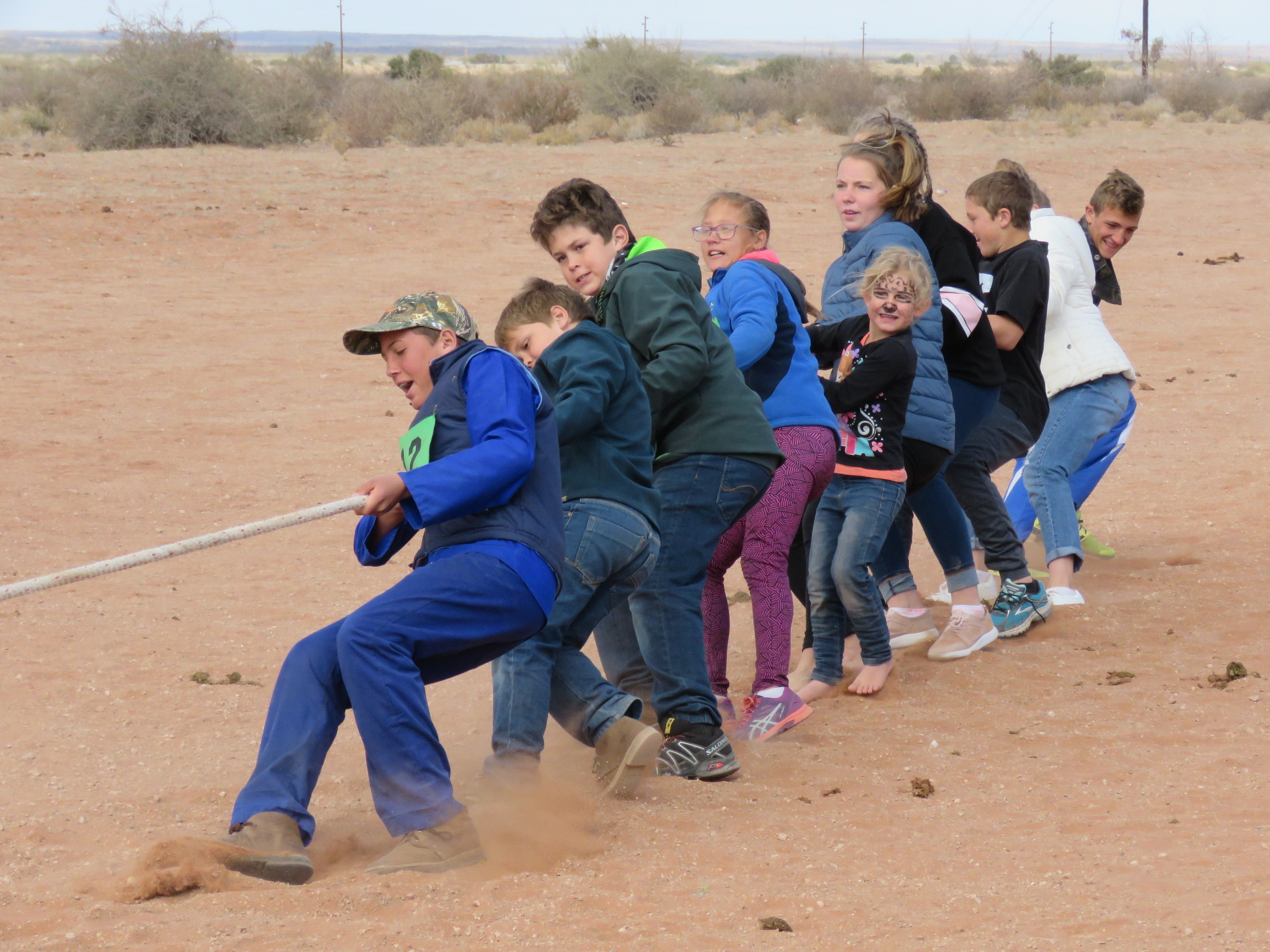
Дети африканеров играют в перетягивание каната во время традиционного Дня фермерского спорта в Намибии

Белые в Намибии или белые намибийцы (англ. White Namibians) — одно из крупнейших расовых и культурно-языковых меньшинств на территории Намибии, номинально объединяющее население этой страны европейского происхождения.
В лингвистическом, культурном и историческом аспектах делится на потомков голландских, немецких, английских и португальских колонистов, а также включает ряд более мелких групп (евреи, французы, выходцы из других европейских стран). По оценкам на 2011 год, численность белого населения Намибии составляла 75 000—120 000 человек, что соответствует 4—7 % от всего населения страны.

## История
Европейцы пришли в эти засушливые земли сравнительно поздно — лишь в 1878 году Великобритания присоединила Уолфиш-Бей к Капской колонии. В 1883 году немецкий купец Адольф Людериц выкупил участок побережья в районе бухты Ангра-Пекена у одного из местных вождей племени нама — за 200 ружей и товаров стоимостью 100 фунтов стерлингов.
По англо-германскому договору 1890 года всё побережье современной Намибии, исключая Уолфиш-Бей, отошло к Германской империи. Таким образом, были определены границы колонии Германская Юго-Западная Африка.
Немецкие власти поощряли приезд белых колонистов, занимавших земли местного населения. В колонию начали прибывать немцы и евреи, число евреев, при этом, по законам Германии того времени не должно было превышать 100 человек.
В 1915 году, в ходе Первой мировой войны, войска Южно-Африканского Союза захватили Намибию. 17 декабря 1920 года Южно-Африканский союз принял управление Юго-Западной Африкой. После этого количество евреев в Намибии начало резко возрастать. Кроме того, некоторые буры, последователи Дорсланд Трека, начали переселяться на территорию Намибии после окончания Первой мировой войны. Большинство рожденных в Анголе португальцев поселились после того, как Ангола стала независимой в 1975 году. После того как 21 марта 1990 года Намибия стала независимой страной, количество белого населения резко сократилось.

## Численность и расселение
Подавляющее большинство белых намибийцев проживают в крупных городах и поселках в центральной или южной части Намибии. В Виндхуке проживает самое большое количество белых в Намибии. Также белые составляют большинство населения в прибрежном городе Свакопмунд. В других прибрежных городах, таких как Уолфиш-Бей и Людериц, также имеются большие общины белых. По происхождению белые намибийцы делятся на потомков буров (60 %), немцев (32 %), англичан (7 %), португальцев (1 %), а также небольшого количества евреев и выходцев из других европейских стран. Белые в Намибии владеют 50 % пахотных земель. Основным языком белых является английский, но также часто используются немецкий и африкаанс.